# Verzorgingsplaats Middelsloot
Verzorgingsplaats Middelsloot is een verzorgingsplaats langs de Nederlandse A7 tussen Zaandam en Hoorn in de richting van Bad Nieuweschans tussen afritten 6 en 7 ten noorden van Purmerend in de droogmakerij Beemster.
Bij de verzorgingsplaats ligt een tankstation van BP.
Aan de andere kant van de snelweg ligt even verderop verzorgingsplaats Kruisoord.
Richting Bad Nieuweschans:
Middelsloot · 
De Koggen · 
Broerdijk · 
Hoge Kwel · 
Monument · 
Breezanddijk · 
Hayum · 
Laerd · 
De Horne · 
De Wâlden · 
Mienscheer · 
Dikke Linde · 
Meedenertol · 
Bunderneuland (D)
Richting Zaandam:
Poort van Groningen · 
Roode Til · 
Veenborg · 
Oude Riet · 
De Vonken · 
Bloksloot · 
Wildinghe · 
Breezanddijk · 
Monument · 
Den Oever · 
De Wierde · 
De Horn · 
Kruisoord